# Jászalsószentgyörgy
Jászalsószentgyörgy è un comune dell'Ungheria di 3.482 abitanti (dati 2013). È situato nella contea di Jász-Nagykun-Szolnok.